# Peone (divinità)
Peone (in greco antico: Παιών?) è una figura della mitologia greca, il cui nome compare già nei testi micenei in lineare B; divenne il medico degli dei dell'Olimpo e fu identificato con Apollo o Asclepio. Nel V canto dell'Iliade curò Ade, attaccato da Eracle, e le ferite di Ares procurategli da Diomede. Secondo Plinio, è il creatore del fiore di Peonia, una pianta in grado di curare gravi ferite e malattie.